# Sumatraanse dwergkruiplijster
De Sumatraanse dwergkruiplijster (Napothera albostriata synoniem: Rimator albostriatus) is een zangvogel uit de familie Pellorneidae.

## Verspreiding en leefgebied
Deze soort is endemisch op het Indonesische eiland Sumatra.